# Vigur
Vigur est la deuxième plus grande île du fjord Ísafjarðardjúp dans les Westfjords, en Islande. Située juste au sud du cercle polaire arctique, l'île possède une longueur d'environ 2 km pour 400 m de largeur. L'île est surtout connue pour ses colonies d'oiseaux de mer florissantes — en particulier les macareux moines — la production traditionnelle d'édredon et les bâtiments historiques.

## Description
La Viktoriuhús (en français : « maison de Victoria ») à deux étages, construite en 1860, est l'un des plus anciens bâtiments en bois d'Islande, et fait partie de la collection des bâtiments historiques des îles Þjóðminjasafn. Le plus ancien bateau d'Islande en état de naviguer, Vigurbreiður, se trouve également sur Vigur.
Aujourd'hui, il n'y a qu'une seule ferme située sur Vigur. Au XVIIe siècle, la ferme de Vigur appartenait à Magnús Jónsson, un homme riche qui collectionnait et commandait des manuscrits. La première référence écrite à Vigur date de 1194 mais il se peut que l'île eut été référencée plus tôt, sous un nom différent.
Un moulin à vent, construit autour de 1840, est également situé sur l'île. C'est le seul moulin à vent historique qui subsiste dans le pays et peut-être le moulin à vent le plus au nord du monde.
Chaque année, Vigur accueille environ 3 500 nids d'Eider à duvet. Les nids sont tapissés de duvet d'eider qui est ramassé par l'éleveur une fois les œufs éclos et les poussins évacués. Le duvet d'eider est séché, trié et nettoyé à la main selon des méthodes transmises de génération en génération.
Vigur abrite l'une des plus grandes colonies de macareux d'Islande ainsi qu'une rare colonie d'environ 1 000 guillemots à miroir. L'île accueille également un grand nombre de sternes arctiques (880 couples reproducteurs) ainsi que d'autres oiseaux tel le fulmar boréal.